# 船津村 (山梨県)
船津村（ふなつむら）は山梨県南都留郡にあった村。現在の富士河口湖町船津・浅川にあたる。

## 地理
- 山：天上山
- 湖沼：河口湖

## 歴史
- 1889年（明治22年）7月1日 - 町村制の施行により、南都留郡大富村の一部（大字船津）・河口村の一部（大字浅川）の区域をもって成立。
- 1956年（昭和31年）9月30日 - 南都留郡大石村・河口村・小立村と新設合併して河口湖町が発足。同日船津村廃止。

## 交通

### 鉄道路線
- 富士山麓電気鉄道
  - 河口湖線：河口湖駅

現在は旧村域に富士急ハイランド駅が所在するが、当時は未開業。

### 道路
- 国道137号
- 国道139号

現在は旧村域に中央自動車道の河口湖インターチェンジの一部が所在するが、当時は未開通。